# Гасанов, Видади Исмаил оглы
Видади Исмаил оглы Гасанов (азерб. Vidadi İsmayıl oğlu Həsənov; род. 16 июля 1958, Кировабад) — азербайджанский актёр, режиссёр. Художественный руководитель «M. Teatr Production» (с 2016). Народный артист Азербайджана (2019).

## Биография
Видади Исмаил оглы Гасанов родился 16 июля 1958 года в Кировабаде (ныне Гянджа), Азербайджанская ССР. Окончил школу № 37 в Гяндже. После окончания военной службы в 1979 году, начал карьеру в Гянджинском государственном драматическом театре имени Джафара Джаббарлы.
В 1980 году поступил на факультет драматического и киноактёрского искусства Азербайджанского государственного института культуры и искусств. После окончания института в 1986 году, начал преподавать там же.
С 1990 года работает в театре «Йуг». Является доцентом кафедры «Эстрадная режиссура» Азербайджанского государственного университета культуры и искусств.
В 2008 году опубликовал сборник стихов под названием «Не хочу быть поэтом».
В 2009 году в Тбилиси и в 2010 году в Москве прошел курсы сценаристов, организованные Ассоциацией европейских кинематографистов, и получил международный сертификат.
В 2011 году студенты его курса выиграли Гран-при на первом международном театральном фестивале студентов в Алматы (Казахстан).
С 2016 года является художественным руководителем «M. Teatr Production» при «Media Company»
.

## Театральная деятельность

### Роли
- Н. Гянджеви, «Бишир и Мелиха» — Бишир (Гянджинский государственный драматический театр)
- М. Шатров, «Красные кони на зелёных травяных лугах» — Матрос (ГГДТ)
- С. Вургун, «Комсомольская поэма» — Залымоглу (ГГДТ)
- Ф. Шиллер, «Разбойники» — Франц Моор (Учебный театр)
- Г. Горин, «Забудьте Герострата» — Клеон (Учебный театр)
- В. Шукшин, «Светлые люди» — Карашин (Учебный театр)
- Н. Шахриар, «Салам» — Красный Плащ (ЮГ)
- «Книга Деде Коркуда», «Сын» — Дастабаши (ЮГ)
- Н. Гянджеви, «Ключ» — Мюрид (ЮГ)
- А. П. Чехов, «Вишнёвый сад» — Гаев (ЮГ)
- В. Шекспир, «Тимон Афинский» — Люций, Сенатор, Главарь разбойников (Дом Актёра)

### Режиссёрские работы
- Р. Ровшан — «Мир мне знаком» (Учебный театр)
- А. Шаиг — «Тык-тык ханум» (Баку Государственный театр юного зрителя)
- Ю. Самедоглу — «Комната № 220» (Баку Государственный театр юного зрителя)
- «Книга Деде Коркуда» — «Предисловие» (ЮГ)
- Р. Ровшан — «Один шаг» (ЮГ)
- Дж. Х. Джебран — «Горн» (ЮГ)
- Дж. Мамедкулузаде — «Басня или дело» (ЮГ)
- М. Сулейманлы — «Переселение» (Азербайджанское радио)
- М. Фузули — «Истина мученика» (Азербайджанское радио)

## Фильмография
- «Украли жениха» (1985) — Муса
- «Водоворот» (1986) — Адиль
- «Суд завоевателей» — Атилла
- «Ждите знака от моря» (1986) — Адъютант
- «Крепость» (2008) — Эбил муэллим
- «Дьявол на виду» (1987) — Браконьер
- «Провокация» (1989) — Майор полиции
- «Ложь» (2005) — Явер
- «Память сна» (2008)
- «Крепость» (2008) — Абил
- «Судьба правителя» (2008) — Джавад хан
- «Соло с кулаками» — Карабениз
- «Толпа — мексиканец»
- «Лейли и Меджнун» — Отец Лейли
- «Пустынник» (2012) — Великий Пустынник (сценарист)
- «Комната № 220» (сценарист)
- «Чайка» (2012)
- «Не бойся быть один…» (телесериал, 2013)
- «Внутренний город» (2015)
- «Путь света» (2015)
- «Второй выстрел» (2017)
- «Отчий очаг» (телесериал, 2017)
- «Последний занавес» (2019)
- «Олимпия» (2021)

## Награды и звания
- Народный артист Азербайджана (31 июля 2019 года, за заслуги в развитии азербайджанского кинематографа)[3].
- Заслуженный артист Азербайджана (9 мая 2012 года, за заслуги в развитии азербайджанской культуры)[4]
- Президентская премия[5][6] (7 мая 2021 года и 10 мая 2022 года).
- Персональная пенсия Президента Азербайджана (6 мая 2023 года, за заслуги в развитии азербайджанской культуры)[7][8].